# Categoría Primera B 2014
Die Categoría Primera B 2014, nach einem Sponsor auch Torneo Postobón genannt, ist die fünfundzwanzigste Spielzeit der zweiten kolumbianischen Spielklasse im Fußball der Herren, die aus Apertura und Finalización besteht. Sie begann am 25. Januar 2014 und endete am 14. Dezember 2014. Vorjahresmeister ist Uniautónoma FC. Neben Uniautónoma stieg auch Fortaleza FC in die Categoría Primera A auf. Absteiger aus der ersten Liga sind Deportes Quindío und Cúcuta Deportivo.
Die Hinserie gewann Jaguares de Córdoba, die Rückserie Deportes Quindío. Im Finale konnte sich Jaguares de Córdoba nach einer 0:2-Niederlage im Hinspiel noch 3:0 im Rückspiel durchsetzen und wurde somit Meister und stieg direkt in die Categoría Primera A auf. Deportes Quindío verlor die Relegation gegen Uniautónoma FC.
In einer besonderen Aufstiegsrunde für acht Traditionsvereine der zweiten Liga im Januar 2015 konnten zudem Cúcuta Deportivo und Cortuluá aufsteigen.

## Modus
Es werden zwei Turniere gespielt, die Apertura und die Finalización. In der ersten Phase, der Apertura, spielen alle 18 Mannschaften im Ligamodus einmal gegeneinander, zusätzlich gibt es einen Spieltag mit Clásicos, an dem Spiele mit Derby-Charakter ausgetragen werden. Die ersten acht Mannschaften qualifizieren sich für das Viertelfinale, auf das Halbfinale und Finale folgen.
In der Finalización folgt auf die Ligaphase eine Gruppenphase mit zwei Gruppen mit jeweils vier Mannschaften, die in Hin- und Rückspielen zwei Finalteilnehmer ausspielen, die den Meister ermitteln.
Die beiden Halbserienmeister spielen einen Meister aus, der direkt aufsteigt. Im Finale um den Aufstieg hat die Mannschaft, die in der Gesamttabelle weiter vorne stand, im Rückspiel Heimrecht. Der Vizemeister spielt eine Relegation gegen den Vorletzten der ersten Liga. Wenn eine Mannschaft beide Halbserien gewinnt, ist sie automatisch Meister. Die nächstbeste Mannschaft in der Gesamttabelle spielt dann die Relegation. Aus der zweiten Liga gibt es zurzeit keine Absteiger.

## Vereine in der Categoría Primera B 2014
Die folgenden Vereine nehmen teil an den beiden Halbserien der Spielzeit 2014, Apertura und Finalización. Expreso Rojo zog aus Facatativá nach Girardot um und Deportivo Rionegro nach Bello.
| Mannschaft | Stadt                          | Stadion                                        | Kapazität     |
| --- | ------------------------------ | ---------------------------------------------- | ------------- |
| América de Cali | Cali                           | Olímpico Pascual Guerrero                      | 35.405        |
| Atlético Bucaramanga | Bucaramanga                    | Alfonso López                                  | 28.000        |
| Barranquilla FC | Barranquilla                   | Romelio Martínez Metropolitano 1               | 20.000 58.000 |
| Bogotá FC | Bogotá                         | Metropolitano de Techo                         | 10.000        |
| Cortuluá | Tuluá                          | Doce de Octubre                                | 16.000        |
| Cúcuta Deportivo | Cúcuta                         | General Santander                              | 42.000        |
| Dépor FC | Cali                           | Olímpico Pascual Guerrero                      | 35.405        |
| Deportes Quindío | Armenia                        | Centenario                                     | 20.716        |
| Deportivo Pereira | Pereira                        | Hernán Ramírez Villegas                        | 31.192        |
| Deportivo Rionegro | Bello                          | Tulio Ospina                                   | 12.000        |
| Expreso Rojo | Girardot                       | Luis Antonio Duque Peña                        | 15.000        |
| Jaguares de Córdoba | Montería                       | Municipal de Montería                          | 8000          |
| Llaneros FC | Villavicencio                  | Manuel Calle Lombana                           | 15.000        |
| Real Cartagena | Cartagena                      | Jaime Morón León                               | 16.068        |
| Real Santander | Floridablanca                  | Álvaro Gómez Hurtado                           | 12.000        |
| Unión Magdalena | El Carmen de Bolívar Ciénaga 2 | Julia Turbay Municipal de Ciénaga              | 7000 10.000   |
| Universitario Popayán | Popayán                        | Ciro López                                     | 5000          |
| Valledupar FC | Valledupar Riohacha 3          | Armando Maestre Pavajeau Federico Serrano Soto | 10.000 8000   |
| 1 Einzelne Spiele trug Barranquilla FC im Heimstadion von Junior, dem Estadio Metropolitano Roberto Meléndez, aus.2 Das Heimstadion von Unión Magdalena ist ursprünglich das Estadio Eduardo Santos in Santa Marta, das aber wegen Sicherheitsbedenken nicht mehr zugelassen wurde. Deswegen wurde ein neues Stadion in Ciénaga gebaut. Zu Saisonbeginn trug Unión Magdalena seine Spiele in El Carmen de Bolívar sowie ein Spiel in Barranquilla aus.3 Das Stadion von Valledupar wurde der Rückserie umgebaut, weswegen der Verein nach Riohacha auswich. |                                |                                                |               |

## Apertura

### Ligaphase

#### Tabelle
| Pl. | Verein                | Sp. | S  | U | N  | Tore    | Diff. | Punkte |
| --- | --------------------- | --- | -- | - | -- | ------- | ----- | ------ |
| 1.  | Atlético Bucaramanga  | 18  | 10 | 4 | 4  | 022:120 | +10   | 34     |
| 2.  | Llaneros FC           | 18  | 9  | 6 | 3  | 023:150 | +8    | 33     |
| 3.  | América de Cali       | 18  | 9  | 5 | 4  | 024:150 | +9    | 32     |
| 4.  | Jaguares de Córdoba   | 18  | 9  | 4 | 5  | 026:200 | +6    | 31     |
| 5.  | Deportes Quindío (A)  | 18  | 8  | 6 | 4  | 023:130 | +10   | 30     |
| 6.  | Cúcuta Deportivo (A)  | 18  | 9  | 3 | 6  | 020:180 | +2    | 30     |
| 7.  | Deportivo Rionegro    | 18  | 9  | 2 | 7  | 030:250 | +5    | 29     |
| 8.  | Unión Magdalena       | 18  | 8  | 4 | 6  | 021:220 | −1    | 28     |
| 9.  | Valledupar FC         | 18  | 8  | 3 | 7  | 029:180 | +11   | 27     |
| 10. | Real Cartagena        | 18  | 7  | 6 | 5  | 024:170 | +7    | 27     |
| 11. | Universitario Popayán | 18  | 8  | 2 | 8  | 025:250 | ±0    | 26     |
| 12. | Barranquilla FC       | 18  | 5  | 7 | 6  | 018:220 | −4    | 22     |
| 13. | Real Santander        | 18  | 6  | 4 | 8  | 021:280 | −7    | 22     |
| 14. | Cortuluá              | 18  | 4  | 7 | 7  | 021:260 | −5    | 19     |
| 15. | Bogotá FC             | 18  | 4  | 5 | 9  | 015:270 | −12   | 17     |
| 16. | Expreso Rojo          | 18  | 3  | 5 | 10 | 017:280 | −11   | 14     |
| 17. | Deportivo Pereira     | 18  | 3  | 4 | 11 | 018:330 | −15   | 13     |
| 18. | Dépor FC              | 18  | 3  | 3 | 12 | 017:300 | −13   | 12     |

| (A) | Absteiger aus der Categoría Primera A: Deportes Quindío und Cúcuta Deportivo |

#### Kreuztabelle
Die Kreuztabelle stellt die Ergebnisse aller Spiele der Ligaphase dar. Die Heimmannschaft ist in der linken Spalte, die Gastmannschaft in der oberen Zeile aufgelistet.
| 2014-I                |     | Atlético Bucaramanga | Barranquilla FC |     | Cortuluá |     | Dépor FC | Deportes Quindío | Deportivo Pereira | Deportivo Rionegro | Expreso Rojo |     |     | Real Cartagena | Real Santander | Unión Magdalena | Universitario Popayán | Valledupar FC |
| --------------------- | --- | -------------------- | --------------- | --- | -------- | --- | -------- | ---------------- | ----------------- | ------------------ | ------------ | --- | --- | -------------- | -------------- | --------------- | --------------------- | ------------- |
| América de Cali       |     | 0:0                  | 1:1             | 5:0 |          |     | 2:1      |                  | 1:0               |                    | 3:1          |     | 1:1 | 1:0            |                |                 | 2:1                   |               |
| Atlético Bucaramanga  |     |                      |                 |     |          | 0:1 | 4:0      | 1:0              |                   |                    | 2:0          | 0:1 | 1:0 |                | 0:0            |                 | 1:0                   | 3:1           |
| Barranquilla FC       |     | 1:2                  |                 |     |          | 1:2 |          | 2:0              | 2:1               | 1:0                |              | 0:2 |     |                | 4:1            | 1:1             |                       | 1:1           |
| Bogotá FC             |     | 0:1                  | 0:0             |     |          |     | 1:1      |                  | 1:2               |                    | 1:0          |     | 0:0 | 1:0            |                | 4:2             | 0:1                   |               |
| Cortuluá              | 1:2 | 1:2                  | 1:1             | 1:3 |          |     | 3:1      |                  |                   |                    | 2:1          |     | 1:2 | 1:1            |                |                 | 1:1                   |               |
| Cúcuta Deportivo      | 0:1 |                      | 1:0             | 2:2 | 0:1      |     |          | 1:0              |                   | 2:1                | 1:1          |     |     |                | 2:0            |                 |                       | 1:0           |
| Dépor FC              | 0:0 |                      | 1:1             |     |          | 3:0 |          | 0:2              | 3:5               |                    |              | 1:2 | 2:0 | 2:0            |                | 0:1             |                       |               |
| Deportes Quindío      | 3:1 |                      |                 | 5:2 | 1:1      |     |          |                  | 1:1               | 1:0                | 1:0          |     |     |                | 0:0            |                 | 3:1                   | 1:0           |
| Deportivo Pereira     |     | 1:1                  |                 |     | 0:1      | 1:1 |          | 0:3              |                   | 0:1                |              | 1:1 |     |                | 4:2            | 1:2             |                       | 1:6           |
| Deportivo Rionegro    | 1:1 | 3:2                  |                 | 2:0 | 2:1      |     | 2:1      |                  |                   | 2:1                |              |     | 1:2 | 2:1            |                |                 | 5:0                   |               |
| Expreso Rojo          |     |                      | 0:1             |     |          |     | 1:0      |                  | 1:0               | 3:3                |              | 0:2 | 3:3 | 1:1            |                | 0:1             | 3:2                   |               |
| Jaguares de Córdoba   | 2:1 |                      |                 | 2:0 | 0:0      | 2:0 |          | 1:1              |                   | 4:2                |              |     |     | 2:2            | 0:1            |                 |                       | 2:1           |
| Llaneros FC           |     |                      | 1:1             | 0:0 |          | 1:0 |          | 1:0              | 2:0               |                    |              | 3:2 |     | 2:2            |                | 3:0             |                       | 1:0           |
| Real Cartagena        |     | 2:0                  | 4:0             |     |          | 1:3 |          | 0:0              | 1:0               |                    |              | 3:0 |     |                | 3:1            | 0:0             |                       | 1:0           |
| Real Santander        | 0:1 | 1:1                  |                 | 2:0 | 3:3      |     | 2:0      |                  |                   | 2:0                | 2:0          |     | 0:1 |                |                |                 | 3:1                   |               |
| Unión Magdalena       | 1:0 | 0:1                  |                 |     | 1:1      | 3:1 |          | 1:1              |                   | 0:2                |              | 2:1 |     |                | 3:1            |                 |                       | 1:0           |
| Universitario Popayán |     |                      | 3:0             |     | 3:0      | 0:2 | 2:1      |                  | 3:0               |                    |              | 2:0 | 1:0 | 1:2            |                | 2:1             |                       |               |
| Valledupar FC         | 2:1 |                      |                 | 1:0 | 2:1      |     | 2:0      |                  |                   | 3:1                | 1:1          |     |     |                | 5:0            | 3:1             | 1:1                   |               |

### Finalrunde

#### Viertelfinale
Die Hinspiele wurden am 17. Mai 2014 ausgetragen und die Rückspiele am 21. und 22. Mai 2014.
|                    | Gesamt          |                      | Hinspiel | Rückspiel |
| ------------------ | --------------- | -------------------- | -------- | --------- |
| Unión Magdalena    | 2:2 (4:5 i. E.) | Atlético Bucaramanga | 2:1      | 0:1       |
| Cúcuta Deportivo   | 1:3             | Llaneros FC          | 0:2      | 1:1       |
| Deportes Quindío   | 2:4             | América de Cali      | 1:1      | 1:3       |
| Deportivo Rionegro | 2:3             | Jaguares de Córdoba  | 2:1      | 0:2       |

#### Halbfinale
Die Hinspiele wurden am 28. Mai 2014 ausgetragen und die Rückspiele am 31. Mai und 1. Juni 2014.
|                     | Gesamt          |                      | Hinspiel | Rückspiel |
| ------------------- | --------------- | -------------------- | -------- | --------- |
| Jaguares de Córdoba | 3:3 (6:5 i. E.) | Atlético Bucaramanga | 3:0      | 0:3       |
| América de Cali     | 6:2             | Llaneros FC          | 4:0      | 2:2       |

### Finale
Jaguares de Córdoba wurde Meister der Hinserie und qualifizierte sich für das Finale um den Aufstieg.

#### Hinspiel
| Paarung             | Jaguares de Córdoba – América de Cali |
| Ergebnis            | 4:1 (1:0) |
| Datum               | 5. Juni 2014 um 15:00 Uhr (UTC−5) |
| Stadion             | Estadio Municipal de Montería, Montería |
| Zuschauer           | 7.000 |
| Schiedsrichter      | Ulises Arrieta |
| Tore                | 1:0 Denis Gómez (23.) 2:0 Harold Preciado (55.) 3:0 Wilder Salazar (73.) 3:1 Leyvin Balanta (89.) 4:1 Harold Preciado (90.) |
| Jaguares de Córdoba | Diego Martínez, Diego Lubo (41. Wilder Salazar), Ramón Córdoba, José Mondragón, Leonardo Saldaña, David Agudelo, Alexis Ossa, Denis Gómez (25. Luis Sánchez), Mauricio González, Humberto Marquínez (72. Kevin Alvear), Harold Preciado Cheftrainer: Alberto Suárez                                   |
| América de Cali     | Alexis Viera, Rodrigo Sevillano, Jesús Suárez, Carlos Alberto Henao, Leyvin Balanta, Stiven Tapiero (39. Edgar Charrupí, 64. Mauricio Mendoza), Luis Alfredo Sierra, Arnol Palacios, Jeison Steven Lucumí, Yamilson Rivera, Alejandro Peñaranda (80. Jhonnier González) Cheftrainer: Jhon Jairo López |
| Gelbe Karten        | Ramón Córdoba, José Mondragón, David Agudelo – Yamilson Rivera, Jesús Suárez, Rodrigo Sevillano |

#### Rückspiel
| Paarung             | América de Cali – Jaguares de Córdoba |
| Ergebnis            | 1:1 (0:0) |
| Datum               | 8. Juni 2014 um 19:00 Uhr (UTC−5) |
| Stadion             | Estadio Olímpico Pascual Guerrero, Cali |
| Zuschauer           | 33.000 |
| Schiedsrichter      | Andrés Rojas (Bogotá) |
| Tore                | 0:1 Harold Preciado (60.) 1:1 Jorge Brazalez (81.) |
| América de Cali     | Alexis Viera, Arnol Palacios, Jesús Suárez, Yoiver González (71. Mauricio Mendoza), Leyvin Balanta, Luis Sierra, Miguel Charrupí (46. Jeison Lucumí), Jhonnier González, Yamilson Rivera, Claudio Velásquez (58. Jorge Brazalez), Alejandro Peñaranda Cheftrainer: Jhon Jairo López |
| Jaguares de Córdoba | Diego Martínez, Ramón Córdoba, José Mondragón, Leonardo Saldaña, Wilmer Largacha, Alexis Ossa, Humberto Marquinez, Mauricio González (80. Kevin Alvear), Wilder Salazar (73. Denis Gómez, 88. David Contreras), Luis Sánchez, Harold Preciado Cheftrainer: Alberto Suárez           |
| Gelbe Karten        | Leyvin Balanta, Yoiver González, Jorge Brazalez – Ramón Córdoba, Kevin Alvear |

### Torschützenliste
Bei gleicher Anzahl von Treffern sind die Spieler alphabetisch geordnet.
| Pl. | Spieler                 | Mannschaft            | Tore |
| --- | ----------------------- | --------------------- | ---- |
| 1.  | Harold Preciado         | Jaguares de Córdoba   | 15   |
| 2.  | Raúl Peñaranda          | Valledupar FC         | 13   |
| 3.  | Feiver Mercado          | Universitario Popayán | 11   |
| 3.  | Yamilson Rivera         | América de Cali       | 11   |
| 5.  | Erwin Carrillo          | Unión Magdalena       | 10   |
| 5.  | Manuel Esteban González | Llaneros FC           | 10   |
| 7.  | Bryan Fernández         | Deportivo Rionegro    | 9    |
| 8.  | Maikon Palacios         | Expreso Rojo          | 7    |
| 8.  | Jhon Fredy Pérez        | Atlético Bucaramanga  | 7    |
| 8.  | Carlos Rodas            | Cortuluá              | 7    |
| 11. | Wilson Carpintero       | Deportes Quindío      | 6    |
| 11. | Daniel Cataño           | Deportivo Rionegro    | 6    |
| 11. | Carlos Andrés Rivas     | Valledupar FC         | 6    |
| 11. | Esnaider Salinas        | Real Cartagena        | 6    |

## Finalización

### Ligaphase

#### Tabelle
| Pl. | Verein                | Sp. | S  | U | N  | Tore    | Diff. | Punkte |
| --- | --------------------- | --- | -- | - | -- | ------- | ----- | ------ |
| 1.  | Jaguares de Córdoba   | 18  | 10 | 4 | 4  | 027:180 | +9    | 34     |
| 2.  | Deportivo Pereira     | 18  | 9  | 6 | 3  | 028:150 | +13   | 33     |
| 3.  | Deportes Quindío (A)  | 18  | 9  | 6 | 3  | 028:170 | +11   | 33     |
| 4.  | Deportivo Rionegro    | 18  | 9  | 6 | 3  | 026:150 | +11   | 33     |
| 5.  | Unión Magdalena       | 18  | 9  | 5 | 4  | 032:200 | +12   | 32     |
| 6.  | Cúcuta Deportivo (A)  | 18  | 9  | 5 | 4  | 021:150 | +6    | 32     |
| 7.  | Atlético Bucaramanga  | 18  | 8  | 7 | 3  | 023:190 | +4    | 31     |
| 8.  | América de Cali       | 18  | 8  | 6 | 4  | 024:160 | +8    | 30     |
| 9.  | Real Cartagena        | 18  | 9  | 3 | 6  | 020:180 | +2    | 30     |
| 10. | Cortuluá              | 18  | 8  | 1 | 9  | 021:190 | +2    | 25     |
| 11. | Valledupar FC         | 18  | 7  | 4 | 7  | 016:180 | −2    | 25     |
| 12. | Llaneros FC           | 18  | 6  | 4 | 8  | 025:250 | ±0    | 22     |
| 13. | Universitario Popayán | 18  | 5  | 4 | 9  | 017:290 | −12   | 19     |
| 14. | Real Santander        | 18  | 4  | 6 | 8  | 017:240 | −7    | 18     |
| 15. | Expreso Rojo          | 18  | 3  | 4 | 11 | 011:200 | −9    | 13     |
| 16. | Dépor FC              | 18  | 3  | 4 | 11 | 018:350 | −17   | 13     |
| 17. | Bogotá FC             | 18  | 2  | 5 | 11 | 017:290 | −12   | 11     |
| 18. | Barranquilla FC       | 18  | 3  | 2 | 13 | 011:300 | −19   | 11     |

| (A) | Absteiger aus der Categoría Primera A: Deportes Quindío und Cúcuta Deportivo |

#### Kreuztabelle
Die Kreuztabelle stellt die Ergebnisse aller Spiele der Ligaphase dar. Die Heimmannschaft ist in der linken Spalte, die Gastmannschaft in der oberen Zeile aufgelistet.
| 2014-II               |     | Atlético Bucaramanga | Barranquilla FC |     | Cortuluá |     | Dépor FC | Deportes Quindío | Deportivo Pereira | Deportivo Rionegro | Expreso Rojo |     |     | Real Cartagena | Real Santander | Unión Magdalena | Universitario Popayán | Valledupar FC |
| --------------------- | --- | -------------------- | --------------- | --- | -------- | --- | -------- | ---------------- | ----------------- | ------------------ | ------------ | --- | --- | -------------- | -------------- | --------------- | --------------------- | ------------- |
| América de Cali       |     |                      |                 |     | 1:0      | 2:1 | 3:0      | 0:0              |                   | 2:2                |              | 3:1 |     |                | 1:1            | 0:2             |                       | 2:0           |
| Atlético Bucaramanga  | 1:1 |                      | 3:1             | 1:1 | 2:1      |     |          |                  | 1:1               | 0:0                |              |     |     | 3:2            | 1:0            | 2:1             |                       |               |
| Barranquilla FC       | 0:1 |                      |                 | 2:1 | 4:2      | 0:1 | 0:1      |                  |                   |                    | 2:1          |     | 1:1 | 0:1            |                |                 | 0:1                   |               |
| Bogotá FC             | 1:2 |                      |                 |     | 0:0      | 0:1 |          | 3:3              |                   | 0:1                |              | 1:0 | 1:1 |                | 3:4            |                 |                       | 0:1           |
| Cortuluá              |     |                      |                 |     |          | 3:1 |          | 0:1              | 0:2               | 0:1                |              | 0:1 |     |                | 2:0            | 1:0             | 2:0                   | 2:0           |
| Cúcuta Deportivo      |     | 0:0                  | 0:0             |     |          |     | 5:0      |                  | 0:1               |                    |              | 1:0 | 2:2 | 1:0            |                | 2:1             | 2:1                   |               |
| Dépor FC              | 1:1 | 0:1                  |                 | 1:3 | 0:2      |     |          |                  |                   | 0:0                | 1:2          |     |     |                | 2:1            |                 | 2:2                   | 3:2           |
| Deportes Quindío      |     | 2:2                  | 3:1             |     |          | 3:0 | 1:0      |                  | 2:0               |                    |              | 1:2 | 2:1 | 2:0            |                | 1:1             |                       |               |
| Deportivo Pereira     | 1:1 |                      | 2:0             | 2:0 |          |     | 3:1      | 0:1              |                   |                    | 1:0          |     | 3:2 | 0:0            |                |                 | 5:0                   |               |
| Deportivo Rionegro    |     |                      | 3:0             |     |          | 1:2 |          | 1:1              | 3:2               |                    | 2:0          | 1:1 |     |                | 3:1            | 1:2             |                       | 2:2           |
| Expreso Rojo          | 2:1 | 1:2                  |                 | 0:0 | 1:0      | 0:0 |          | 0:1              |                   | 0:1                |              |     |     |                | 1:1            |                 |                       | 0:0           |
| Jaguares de Córdoba   |     | 1:1                  | 3:0             |     |          |     | 1:0      |                  | 1:1               |                    | 2:1          |     | 3:2 | 2:0            |                | 3:2             | 1:1                   |               |
| Llaneros FC           | 1:0 | 2:0                  |                 | 4:1 | 2:3      |     | 3:2      |                  |                   | 1:2                | 2:1          |     |     |                | 0:0            |                 | 1:0                   |               |
| Real Cartagena        | 3:1 |                      |                 | 2:1 | 2:1      |     | 1:1      |                  |                   | 1:0                | 1:0          | 3:2 | 2:0 |                |                |                 | 1:0                   |               |
| Real Santander        |     | 1:2                  | 1:0             |     |          | 1:1 |          | 3:2              | 0:2               |                    |              | 0:1 |     | 0:0            |                | 1:1             |                       | 2:1           |
| Unión Magdalena       |     |                      | 4:0             | 3:1 |          |     | 4:2      |                  | 1:1               |                    | 1:0          |     | 1:0 | 2:1            |                |                 | 3:3                   | 0:0           |
| Universitario Popayán | 0:3 | 2:1                  |                 | 1:0 | 1:2      |     |          | 2:2              |                   | 0:2                | 2:1          |     |     |                | 1:0            |                 |                       | 0:1           |
| Valledupar FC         |     | 2:0                  | 1:0             |     |          | 0:1 |          | 1:0              | 1:1               |                    |              | 0:2 | 1:0 | 2:0            |                | 1:3             |                       |               |

### Finalrunde

#### Gruppe A

##### Tabelle
| Pl. | Verein               | Sp. | S | U | N | Tore    | Diff. | Punkte |
| --- | -------------------- | --- | - | - | - | ------- | ----- | ------ |
| 1.  | Deportes Quindío     | 6   | 3 | 1 | 2 | 007:300 | +4    | 10     |
| 2.  | Cúcuta Deportivo     | 6   | 3 | 1 | 2 | 007:700 | ±0    | 10     |
| 3.  | Atlético Bucaramanga | 6   | 3 | 0 | 3 | 006:600 | ±0    | 09     |
| 4.  | Jaguares de Córdoba  | 6   | 2 | 0 | 4 | 005:900 | −4    | 06     |

##### Kreuztabelle
| Gruppe A             | Atlético Bucaramanga |     | Deportes Quindío |     |
| -------------------- | -------------------- | --- | ---------------- | --- |
| Atlético Bucaramanga |                      | 1:2 | 1:0              | 1:0 |
| Cúcuta Deportivo     | 1:0                  |     | 1:1              | 3:2 |
| Deportes Quindío     | 3:0                  | 1:0 |                  | 2:0 |
| Jaguares de Córdoba  | 0:3                  | 2:0 | 1:0              |     |

#### Gruppe B

##### Tabelle
| Pl. | Verein             | Sp. | S | U | N | Tore    | Diff. | Punkte |
| --- | ------------------ | --- | - | - | - | ------- | ----- | ------ |
| 1.  | Deportivo Rionegro | 6   | 3 | 1 | 2 | 009:100 | −1    | 10     |
| 2.  | Deportivo Pereira  | 6   | 2 | 3 | 1 | 009:600 | +3    | 09     |
| 3.  | Unión Magdalena    | 6   | 1 | 3 | 2 | 008:800 | ±0    | 06     |
| 4.  | América de Cali    | 6   | 1 | 3 | 2 | 006:800 | −2    | 06     |

##### Kreuztabelle
| Gruppe A           |     | Deportivo Pereira | Deportivo Rionegro | Unión Magdalena |
| ------------------ | --- | ----------------- | ------------------ | --------------- |
| América de Cali    |     | 0:2               | 1:2                | 1:0             |
| Deportivo Pereira  | 1:1 |                   | 3:1                | 1:1             |
| Deportivo Rionegro | 1:1 | 2:1               |                    | 1:3             |
| Unión Magdalena    | 2:2 | 1:1               | 1:2                |                 |

### Finale
Deportes Quindío wurde Meister der Rückserie und konnte sich für das Finale um den Aufstieg gegen Jaguares de Córdoba qualifizieren.

#### Hinspiel
| Paarung            | Deportivo Rionegro – Deportes Quindío |
| Ergebnis           | 1:0 (0:0) |
| Datum              | 1. Dezember 2014 um 19:45 Uhr (UTC−5) |
| Stadion            | Estadio Tulio Ospina, Bello |
| Zuschauer          | 4.000 |
| Schiedsrichter     | Carlos Betancur |
| Tore               | 1:0 Juan Suescún (85.) |
| Deportivo Rionegro | Arled Cadavid, Julián Franco (58. Juan Esteban Suescún), José Moya, Luciano Ospina, Felipe Banguero (83. Michael López), Mauricio Restrepo, Kevin Londoño, Daniel Cataño, Carlos Naranjo, Bryan Fernández (66. Diego Valdés Giraldo), Arley Rodríguez Cheftrainer: Álvaro Hernández |
| Deportes Quindío   | Julián Mesa, Jackson Montaño, Mario García, Jaine Barreiro, Jeider Riquett, Carlos Robles, Wilmer Palacios, Luis Alejandro Paz, Giovanny López (74. Deiner Quiñónez), Jairo Roy Castillo (80. Duván Mejía), Wilson Carpintero Cheftrainer: Miguel Augusto Prince                    |
| Gelbe Karten       | Bryan Fernández – Luis Paz |
| Platzverweise      | keine – Jeider Riquett |

#### Rückspiel
| Paarung            | Deportes Quindío – Deportivo Rionegro |
| Ergebnis           | 4:1 (2:1) |
| Datum              | 4. Dezember 2014 um 19:30 Uhr (UTC−5) |
| Stadion            | Estadio Centenario de Armenia, Armenia |
| Schiedsrichter     | Gustavo Murillo |
| Tore               | 1:0 Mauricio Arquez (2.) 1:1 José Moya (4.) 2:1 Wilson Carpintero (19.) 3:1 Yilmar Filigrana (53.) 4:1 Deinner Quiñones (88.) |
| Deportes Quindío   | Julián Mesa, Jackson Montaño, Mario García, Wilson Galeano, Wilmer Palacios, Mauricio Arquez, Jaine Barreiro, Deinner Quiñones, Jairo Roy Castillo (86. Juan Camilo Vela), Wilson Carpintero (90. Eduar Benavides), Yilmar Filigrana (76. Carlos Robles) Cheftrainer: Miguel Augusto Prince |
| Deportivo Rionegro | Arled Cadavid, Julián Franco, José Moya, Luciano Ospina, Felipe Banguero, Mauricio Restrepo (62. Kevin Londoño), Carlos Naranjo, Michael López (a 46. Víctor Cantillo), Daniel Cataño, Diego Valdés Giraldo (57. Juan Esteban Suescún), Arley Rodríguez Cheftrainer: Álvaro Hernández       |
| Gelbe Karten       | Mauricio Arquez, Mario García, Wilson Galeano, Yilmar Filigrana – Daniel Cataño, Carlos Naranjo, Julián Franco |

### Torschützenliste
Bei gleicher Anzahl von Treffern sind die Spieler alphabetisch geordnet.
| Pl. | Spieler             | Mannschaft            | Tore |
| --- | ------------------- | --------------------- | ---- |
| 1.  | Erwin Carrillo      | Unión Magdalena       | 19   |
| 2.  | Leonardo Castro     | Deportivo Pereira     | 12   |
| 3.  | Feiver Mercado      | Universitario Popayán | 11   |
| 3.  | Tommy Tobar         | Atlético Bucaramanga  | 11   |
| 5.  | Yilmar Filigrana    | Deportes Quindío      | 10   |
| 6.  | Daniel Buitrago     | Llaneros FC           | 8    |
| 6.  | Bryan Fernández     | Deportivo Rionegro    | 8    |
| 8.  | Wilson Carpintero   | Deportes Quindío      | 7    |
| 8.  | David Cortés Armero | Deportivo Pereira     | 7    |
| 8.  | Giovanny López      | Deportes Quindío      | 7    |
| 8.  | John Freddy Pérez   | América de Cali       | 7    |
| 8.  | Carlos Rodas        | Cortuluá              | 7    |

## Finale
Jaguares de Córdoba wurde Meister 2014. Nachdem das Hinspiel 0:2 in Armenia verloren gegangen war, konnte sich der Verein im Rückspiel mit 3:0 durchsetzen und stieg erstmals in die erste Liga auf.

### Hinspiel
| Paarung             | Deportes Quindío – Jaguares de Córdoba |
| Ergebnis            | 2:0 (0:0) |
| Datum               | 9. Dezember 2014 um 19:30 Uhr (UTC−5) |
| Stadion             | Estadio Centenario de Armenia, Armenia |
| Schiedsrichter      | Adrián Vélez |
| Tore                | 1:0 Jaine Barreiro (58.) 2:0 Jairo Roy Castillo (86.) |
| Deportes Quindío    | Julián Mesa, Jackson Montaño, Jeider Riquett, Wilson Galeano, Jaine Barreiro (87. Mauricio Arquez), Wilmer Palacios, Luis Paz, Deinner Quiñones, Wilson Carpintero, Gustavo Torres (85. Juan Camilo Vela), Jairo Roy Castillo Cheftrainer: Miguel Augusto Prince |
| Jaguares de Córdoba | Ramiro Sánchez, José Quiñones, Ramón Córdoba, Elkin Mosquera, Leonardo Saldaña, Wilder Salazar, Wilmer Largacha, David Contreras (56. Mario García), Juan José Mezú, Harold Preciado, Mauricio González (60. Denis Gómez) Cheftrainer: Héctor Estrada            |
| Gelbe Karten        | Jackson Montaño, Wilson Galeano, Gustavo Torres – José Quiñones, Wilmer Largacha, Mauricio González, David Contreras, Mario García, Ramiro Sánchez |

### Rückspiel
| Paarung             | Jaguares de Córdoba – Deportes Quindío |
| Ergebnis            | 3:0 (2:0) |
| Datum               | 14. Dezember 2014 um 15:30 Uhr (UTC−5) |
| Stadion             | Estadio Municipal de Montería, Montería |
| Schiedsrichter      | Wilmar Roldán |
| Tore                | 1:0 Jesús Arrieta (31.) 2:0 Juan Mezú (44.) 3:0 Leonardo Saldaña (68.) |
| Jaguares de Córdoba | Ramiro Sánchez, Ramón Córdoba, Elkin Mosquera, Leonardo Saldaña, Luis Fernando Sánchez (79. Humberto Marquínez), Wilder Salazar, Juan José Mezú (74. Óscar Paz), David Contreras, Mauricio González (46. Denis Gómez), Harold Preciado, Jesús Arrieta Cheftrainer: Héctor Estrada |
| Deportes Quindío    | Julián Mesa, Fabio Castillo, Jeider Riquett, Mario García (40. Mauricio Arquez, 78. Gustavo Torres), Wilmer Palacios, Jaine Barreiro, Luis Paz, Eduar Viveros (57. Jairo Roy Castillo), Deinner Quiñones, Wilson Carpintero, Yilmar Filigrana Cheftrainer: Miguel Augusto Prince  |
| Gelbe Karten        | David Contreras – Jaine Barreiro, Jeider Riquett |
| Platzverweise       | Jesús Arrieta – keine |

## Relegation
In der Relegation konnte sich Uniautónoma FC gegen Deportes Quindío durchsetzen und blieb somit in der ersten Liga.
| Datum      |                  | Ergebnis |                  | Ort          |
| ---------- | ---------------- | -------- | ---------------- | ------------ |
| 17.12.2014 | Deportes Quindío | 0:0      | Uniautónoma FC   | Armenia      |
| 20.12.2014 | Uniautónoma FC   | 2:0      | Deportes Quindío | Barranquilla |
| Gesamt:    | Deportes Quindío | 0:2      | Uniautónoma FC   |              |

## Gesamttabelle
Für die Reclasificación werden alle Spiele der Spielzeit 2014 sowohl der Liga- als auch der Halbfinalphase sowie der Finalspiele zusammengezählt. Sie wäre wichtig gewesen, wenn eine Mannschaft beide Halbserien gewonnen hätte. Dann würde die nächstbeste Mannschaft der Gesamttabelle die Relegation spielen. Zudem wurde durch die Gesamttabelle bestimmt, wer im Finale um den Aufstieg im Rückspiel Heimrecht hatte. Jaguares de Córdoba stand vor Deportes Quindío und hatte deswegen im Rückspiel Heimrecht.
| Pl. | Verein                | Sp. | S  | U  | N  | Tore    | Diff. | Punkte |
| --- | --------------------- | --- | -- | -- | -- | ------- | ----- | ------ |
| 1.  | Jaguares de Córdoba   | 50  | 25 | 9  | 16 | 072:560 | +16   | 84     |
| 2.  | Deportes Quindío      | 48  | 22 | 14 | 12 | 066:420 | +24   | 80     |
| 3.  | Atlético Bucaramanga  | 46  | 23 | 11 | 12 | 056:420 | +14   | 80     |
| 4.  | Deportivo Rionegro    | 46  | 23 | 9  | 14 | 069:570 | +12   | 78     |
| 5.  | América de Cali       | 48  | 20 | 17 | 11 | 067:500 | +17   | 77     |
| 6.  | Cúcuta Deportivo      | 44  | 21 | 10 | 13 | 049:430 | +6    | 73     |
| 7.  | Unión Magdalena       | 44  | 19 | 12 | 13 | 063:520 | +11   | 69     |
| 8.  | Llaneros FC           | 40  | 16 | 12 | 12 | 053:470 | +6    | 60     |
| 9.  | Real Cartagena        | 36  | 16 | 9  | 11 | 044:350 | +9    | 57     |
| 10. | Deportivo Pereira     | 42  | 14 | 13 | 15 | 056:540 | +2    | 55     |
| 11. | Valledupar FC         | 36  | 15 | 7  | 14 | 045:360 | +9    | 52     |
| 12. | Universitario Popayán | 36  | 13 | 6  | 17 | 042:540 | −12   | 45     |
| 13. | Cortuluá              | 36  | 12 | 8  | 16 | 042:450 | −3    | 44     |
| 14. | Real Santander        | 36  | 10 | 10 | 16 | 038:520 | −14   | 40     |
| 15. | Barranquilla FC       | 36  | 8  | 9  | 19 | 029:520 | −23   | 33     |
| 16. | Bogotá FC             | 36  | 6  | 10 | 20 | 032:560 | −24   | 28     |
| 17. | Expreso Rojo          | 36  | 6  | 9  | 21 | 028:480 | −20   | 27     |
| 18. | Dépor FC              | 36  | 6  | 7  | 23 | 035:650 | −30   | 25     |